# نهائي كأس الأمم الإفريقية 2019
نهائي كأس الأمم الأفريقية 2019 كانت مباراة نهائي كرة قدم لتحديد المنتخب الفائز في مسابقة كأس الأمم الأفريقية 2019. أقيمت المباراة في ستاد القاهرة الدولي في العاصمة المصرية القاهرة، في 19 يوليو 2019 وتنافست فيها السنغال والجزائر. سعى منتخب السنغال إلى الحصول على أول لقب لكأس الأمم، بعد 17 عامًا من ظهورها السابق الوحيد في النهائي. أما الجزائر لم تصل إلى المباراة النهائية منذ أن فازت قبل 29 عامًا بإحرازها لقبها الوحيد في عام 1990.
مع إعلان تأهل المنتخب الجزائري لمقابلة منتخب السنغال يوم 19 يوليو 2019 لتحديد بطل كأس الأمم الأفريقية لكرة القدم الجديد، وأينما ذهبت النتيجة مدرب محلي سيتوج بطلاً. يتنافس جمال بلماضي (مدرب منتخب الجزائر لكرة القدم) وأليو سيسيه (مدرب منتخب السنغال لكرة القدم) على نهائي كأس الأمم الأفريقية 2019، وسينضم واحد منهم إلى قائمة المدربين الأفارقة الذين قادوا فريقهم إلى المجد القاري من بين أكثر من 32 نسخة من بطولة كرة القدم الأفريقية. هذه هي المباراة النهائية الخامسة التي يشهد فيها تنافس مدربان محليان أفريقيان على رأس الجهاز الفني للمنتخب الوطني من التصفيات النهائية، حيث شهدت تاريخ البطولة أربع مواجهات سابقة في المباراة النهائية في النسخ (1962، 1965، 1978، 1998).
وكان الكاف أعلن الأربعاء 17 يوليو 2019، تعيين فيكتور غوميز لإدارة النهائي، قبل أن يعلن تعديل طاقم الحكام وأخطر لجان البطولة بهذا التعديل قبل يوم على المباراة النهائية. واستبداله بالحكم الكاميروني سيدي أليوم ، الذي تولى قيادة المباراة الافتتاحية بين مصر وزيمبابوي. ولم يذكر الاتحاد الأفريقي لكرة القدم سبب قراره المفاجئ في تغيير حكم المباراة النهائية المرتقبة، بين الجزائر والسنغال. على كلا يحضى الحكم الكاميروني سيدي بخبارت دولية فقد شارك في عدد من المباريات، بما في ذلك كأس العالم 2014 و كأس العالم 2018 ، بالإضافة قيادته عدد من مباريات دوري أبطال أفريقيا.
مع انطلاق الحكم صافرة نهاية المباراة توج المنتخب الجزائري لكرة القدم بثاني ألقاب له في بطولة كأس الأمم، بعد تغلبه على منتخب السنغال بهدف للا شيء.

## الفريقين
| الفريق  | التتويج | ظهور في نهائيات كأس الأمم الأفريقية السابقة (الخط العريض للأرقام يشير لسنة التتويج باللقب) |
| ------- | ------- | ------------------------------------------------------------------------------------------ |
| السنغال | 0       | 1 (2002)                                                                                   |
| الجزائر | 1       | 2 (1980، 1990)                                                                             |

## دوافع الفريقين
تبحث الجزائر بقيادة المدرب جمال بلماضي، عن لقب ثان في تاريخها، وهي تخوض النهائي للمرة الأولى منذ تتويجها على أرضها عام 1990 والثالث في تاريخها بعد 1980 عندما خسرت أمام نيجيريا، أما السنغال، أفضل منتخبات القارة بحسب تصنيف الاتحاد الدولي «فيفا»، فلا تزال تبحث عن لقبها الأول، وتخوض النهائي للمرة الأولى منذ حلولها وصيفة للكاميرون عام 2002، وهي أفضل نتيجة للمنتخب السنغالي حتى هذا النهائي.

## الخلفية التاريخية
ألتقى المنتخبان الجزائري والسنغالي في 22 مواجهة تاريخية سابقة، البداية كانت في عام 1977، في مواجهات ودية حتى مواجهة تصفيات كأس الأمم الأفريقية 1984 و تعتبر أول مواجهة رسمية بين المنتخبين في نهائيات أمم إفريقيا عام 1990 ، أول فوز لمنتخب الجزائر على المنتخب السنغالي بأرض هذا الأخير كان في عام 1993 في ذهاب تصفيات كأس أمم إفريقيا التي جرت في تونس عام 1994، ولم يتعرض المنتخب الجزائرى لأى هزيمة في آخر 5 مباريات جمعته بالمنتخب السنغالى حيث فاز 4 مرات وتعادل في واحدة، وكان آخر فوز للمنتخب السنغالى على نظيره الجزائرى بتاريخ 31 مايو 2008 لحساب تصفيات بطولة كأس العالم 2010 عن طريق هدف عبد الله فاى.
هذه هي المرة الأولى في التاريخ التي يواجه فيها الفريقان بعضهما البعض في نهائي كأس الأمم الأفريقية، حيث سبق أن واجه كل منهما الآخر في كأس الأمم الأفريقية في مرحلة المجموعات ثلاث مرات وفي الدور نصف النهائي مرة واحدة. السجل العام يميل لصالح منتخب الجزائر بفوزه في ثلاثة مرات وتعادل مرة واحدة ولم يخسر أمام منتخب السنغال في تاريخ كأس الأمم الأفريقية.
| #  | الموجهات المباشرة                                                                    | تاريخ المواجهة | الموقع   | المعلب                     | حكم المباراة        | الجزائر | نتيجة المباراة | السنغال |
| -- | ------------------------------------------------------------------------------------ | -------------- | -------- | -------------------------- | ------------------- | ------- | -------------- | ------- |
| 1  | مباراة ودية                                                                          | 01 مايو 1977   | الجزائر  | ملعب 5 جويلية 1962         |                     | Yes     | 2 – 0          | No      |
| 2  | مباراة ودية                                                                          | 03 أبريل 1981  | وهران    | ملعب زبانة                 |                     | Yes     | 2 – 0          | No      |
| 3  | تصفيات كأس الأمم الأفريقية 1984                                                      | 14 أغسطس 1983  | داكار    | ملعب ديمبا ديوب            | علي بن ناصر         |         | 1 – 1          |         |
| 4  | تصفيات كأس الأمم الأفريقية 1984                                                      | 28 أغسطس 1983  | الجزائر  | ملعب 5 جويلية 1962         |                     | Yes     | 2 – 0          | No      |
| 5  | مباراة ودية                                                                          | 31 ديسمبر 1989 | داكار    |                            |                     |         | 0 – 0          |         |
| 6  | نصف نهائي كأس الأمم الأفريقية 1990                                                   | 12 مارس 1990   | الجزائر  | ملعب 5 جويلية 1962         | شيزو تاكادا         | Yes     | 2 – 1          | No      |
| 7  | مباراة ودية                                                                          | 17 ديسمبر 1990 | قسنطينة  |                            |                     | Yes     | 1 – 0          | No      |
| 8  | بطولة داكار الدولية 1991                                                             | 22 يناير 1991  | ياوندي   |                            |                     |         | 2 – 2          |         |
| 9  | مباراة ودية                                                                          | 16 نوفمبر 1991 | الجزائر  | ملعب 5 جويلية 1962         |                     | Yes     | 3 – 1          | No      |
| 10 | ذهاب تصفيات أمم إفريقيا 1994                                                         | 10 يناير 1993  |          |                            |                     | Yes     | 2 – 1          | No      |
| 11 | إياب تصفيات أمم إفريقيا 1994                                                         | 30 يوليو 1994  |          |                            |                     | Yes     | 4 – 0          | No      |
| 12 | مباراة ودية                                                                          | 17 يونيو 1997  | داكار    |                            |                     |         | 0 – 0          |         |
| 13 | تصفيات الأمم الأفريقية المؤهلة لكأس العالم 2002 – ذهاب الدور الثاني                  | 16 يونيو 2000  | عنابة    | ملعب 19 ماي 1956           | سيدي بكاي ماجاسا    |         | 1 – 1          |         |
| 14 | تصفيات الأمم الأفريقية المؤهلة لكأس العالم 2002 – إياب الدور الثاني                  | 21 أبريل 2001  | داكار    | ملعب ليوبولد سيدار سينغهور | عبد الحكيم الشلماني | No      | 0 – 3          | Yes     |
| 15 | مباراة ودية                                                                          | 30 ديسمبر 2001 | داكار    |                            |                     | No      | 0 – 1          | Yes     |
| 16 | مباراة ودية                                                                          | 17 نوفمبر 2004 | تولون    |                            |                     | No      | 1 – 2          | Yes     |
| 17 | تصفيات أفريقيا المؤهلة لكأس العالم 2010 وكأس الأمم الأفريقية 2010– ذهاب الدور الثاني | 31 مايو 2008   | داكار    | ملعب ليوبولد سيدار سينغهور | أليكس كوتي          | No      | 0 – 1          | Yes     |
| 18 | تصفيات الأمم الأفريقية المؤهلة لكأس العالم 2010 – إياب الدور الثاني                  | 5 سبتمبر 2008  | البليدة  | ملعب مصطفى تشاكر           | إدي مايلت           | Yes     | 3 – 2          | No      |
| 19 | كأس الأمم الأفريقية 2015                                                             | 27 يناير 2015  | مالابو   | ملعب مالابو الجديد         | راجندرابارساد سيشن  | Yes     | 2 – 0          | No      |
| 20 | مباراة ودية                                                                          | 13 أكتوبر 2015 | الجزائر  | ملعب 5 جويلية 1962         |                     | Yes     | 1 – 0          | No      |
| 21 | كأس الأمم الأفريقية 2017                                                             | 23 يناير 2017  | فرانسفيل | ملعب فرانسفيل              | جوشوا بوندو         |         | 2 – 2          |         |
| 22 | كأس الأمم الأفريقية 2019                                                             | 27 يونيو 2019  | القاهرة  | ملعب 30 يونيو              | جاني سيكازوي        | Yes     | 1 – 0          | No      |

## الطريق إلى النهائي
وقع كل من السنغال والجزائر في المجموعة الثالثة من كأس الأمم الأفريقية 2019. دخلت السنغال مرحلة المجموعات بفوز سهل 2-0 على تنزانيا. ومع ذلك، عانت السنغال من انتكاسة كبيرة بعد هزيمتها 0-1 أمام الجزائر عندما ظهر ساديو ماني لأول مرة في البطولة. سرعان ما عادت السنغال بفوزها 3-0 على كينيا، وبالتالي تأهلت مع منتخب الجزائر إلى الدور السادس عشر . تمكنت السنغال من الفوز على كل من أوغندا وبنين في دور الستة عشر والربع النهائي بنتيجة 1-0. واجهت السنغال، في نصف النهاية ضد تونس، صعوبة أكبر بسبب أسلوب منتخب تونس الدفاعي كادت تقوده التونسيون للنهائي حتى أضاع فيرجاني ساسي ركلة الجزاء ؛ فيما فشل هنري سايفيت أيضًا في الاستفادة من نقطة التحول آخرى من موقعه بعد أن حصل منتخبه على ركلة الجزاء، لكن السنغاليين حصلوا على هدف محظوظ من ديلان برون ليحققوا أخيرًا الفوز 1-0 بعد 120 ' ليصعدوا إلى النهائي للمرة الثانية، بعد فعلت ذلك في عام 2002.
بدأت الجزائر، التي شاركتها أيضًا مجموعة مماثلة مع السنغال، بفوزها سهل 2-0 على كينيا، قبل أن تتمكن من هزيمة أكبر خصم لها، السنغال، 1-0. أنهى الجزائر مرحلة المجموعات بسهولة بنتيجة 3-0 أمام تنزانيا بثلاثة أهداف في أول 45 دقيقة. واصلت الجزائر أدائها المتفوق بفوزها 3-0 على غينيا في دور الستة عشر، لكنها كافحت بقوة ضد ساحل العاج، الذي عقد 1-1 بعد 120' قبل تغلبها على الإيفواريين 4-3 في ركلات الترجيح. بعد ذلك، حقق الجزائريون أداءً رائعًا، حيث هزموا القوة الإفريقية النيجيرية 1-2 ، بهدف في الدقيقة الأخيرة من رياض محرز في ركلة حرة للوصول إلى أول نهائي له منذ فوزه على أرضه في 1990.
| م | الفريق  | لعب | نقاط |
| - | ------- | --- | ---- |
| 1 | الجزائر | 3   | 9    |
| 2 | السنغال | 3   | 6    |
| 3 | كينيا   | 3   | 3    |
| 4 | تنزانيا | 3   | 0    |

| م | الفريق  | لعب | نقاط |
| - | ------- | --- | ---- |
| 1 | الجزائر | 3   | 9    |
| 2 | السنغال | 3   | 6    |
| 3 | كينيا   | 3   | 3    |
| 4 | تنزانيا | 3   | 0    |

## تفاصيل المباراة
| السنغال | 0–1   | الجزائر   |
| ------- | ----- | --------- |
|         | تقرير | بونجاح 2' |

| السنغال | الجزائر |

| التشكيل الاساسي للفريق: |    |                   |     |  |     |
|                         |    |                   |     |  |     |
| GK                      | 23 | ألفريد غوميس      |     |  |     |
| RB                      | 21 | لامين غاساما      | 80' |  |     |
| CB                      | 8  | شيخو كوياتيه      |     |  |     |
| CB                      | 6  | ساليف ساني        |     |  |     |
| LB                      | 12 | يوسف سابالي       |     |  |     |
| DM                      | 5  | إدريسا غي         | 79' |  |     |
| CM                      | 17 | بابا أليون نديياي |     |  | 59' |
| RM                      | 14 | هنري سايفيت       |     |  | 75' |
| CM                      | 18 | إسماعيلا سار      |     |  |     |
| LM                      | 10 | ساديو ماني        |     |  |     |
| FM                      | 9  | مباي نيانغ        |     |  | 85' |
| البدلاء:                |    |                   |     |  |     |
| CM                      | 15 | كريبان دياتا      |     |  | 59' |
| FM                      | 11 | كيتا بالدي دياو   |     |  | 85' |
| FM                      | 19 | مباي دياني        |     |  | 75' |
| المدرب:                 |    |                   |     |  |     |
| أليو سيسيه              |    |                   |     |  |     |

| التشكيل الاساسي للفريق: |    |                 |       |  |     |
|                         |    |                 |       |  |     |
| GK                      | 23 | رايس مبولحي     |       |  |     |
| RB                      | 18 | مهدي زفان       |       |  |     |
| CB                      | 2  | عيسى ماندي      | 90+2' |  |     |
| CB                      | 4  | جمال بن العمري  |       |  |     |
| LB                      | 21 | رامي بن سبعيني  | 33'   |  |     |
| DM                      | 17 | عدلان قديورة    | 90+4' |  |     |
| RM                      | 7  | رياض محرز       |       |  |     |
| CM                      | 10 | سفيان فغولي     |       |  | 85' |
| CM                      | 22 | إسماعيل بن ناصر |       |  |     |
| LM                      | 8  | يوسف بلايلي     | 54'   |  | 84' |
| FM                      | 9  | بغداد بونجاح    |       |  | 89' |
| البدلاء:                |    |                 |       |  |     |
| CB                      | 3  | مهدي تاهرات     | 85'   |  |     |
| CM                      | 11 | ياسين إبراهيمي  | 84'   |  |     |
| FM                      | 13 | إسلام سليماني   | 89'   |  |     |
| المدرب:                 |    |                 |       |  |     |
| جمال بلماضي             |    |                 |       |  |     |

| رجل المباراة: رايس مبولحي (الجزائر) الحكمين المساعدين: إيفاريست مينكواندي ألفيس غي نوبي نجيجو الحكم الرابع: إيريك كاستان حكم مساعد احتياطي: وليد أحمد علي (الاتحاد السوداني لكرة القدم) حكم تقنية الفيديو: بينوا ميلو مساعد حكم تقنية الفيديو: باكاري غاساما (اتحاد غامبيا لكرة القدم) زاكيل ثوسي سيويلا (اتحاد جنوب أفريقيا لكرة القدم) | قواعد المباراة - مباراة من 90 دقيقة - تلعب 30 دقيقة من الوقت الإضافي على شوطين إذا لزم الأمر. - يتم اللجوء إلى ركلات الجزاء الترجيحية في حال استمرار التعادل في الاشواط الإضافية. - يُسمح بثلاثة تبديلات بحد أقصى لكل فريق في أي وقت أثناء المباراة، وتبديل رابع في الأشواط الأضافية. - قبل بدء اللعبة، يجب تسجيل أسماء 12 لاعبًا بديلاً في نموذج المباراة حسب البند 41 من المادة 16 بخصوص أهلية اللاعبين. |